# Lepiderema melanorrhachis
Lepiderema melanorrhachis är en kinesträdsväxtart som beskrevs av Merrill & Perry. Lepiderema melanorrhachis ingår i släktet Lepiderema och familjen kinesträdsväxter. Inga underarter finns listade i Catalogue of Life.